# Jeff Thomas Alu
Jeffrey (Jeff) Thomas Alu, ameriški glasbenik, fotograf, grafični umetnik in ljubiteljski astronom.

## Delo
Odkril je nekaj asteroidov. Je tudi soodkritelj kometov 117P/Helin-Roman-Alu in 132P/Helin-Roman-Alu.
Njemu v čast so poimenovali asteroid 4104 Alu.